# سازمان اورژانس
سازمان اورژانس (انگلیسی: Emergency) یک سازمان انسان دوستانه مردم نهاد بین‌المللی است که درمان‌های پزشکی رایگان را برای قربانیان جنگ، فقر و مین‌های زمینی فراهم می‌کند. این سازمان در سال ۱۹۹۴ تأسیس شد. جینو استرادا، یکی از بنیانگذاران این سازمان، به عنوان مدیر اجرایی اورژانس خدمت می‌کند.
از زمان تأسیس این سازمان بیش از ۹ میلیون بیمار را درمان کرده‌است. بیشترین فعالیت‌هایش در افغانستان، جمهوری آفریقای مرکزی، عراق، ایتالیا، سودان و اوگاندا می‌باشد.
اورژانس بر اساس فرضیهٔ حقوق اساسی مراقبت‌های بهداشتی با کیفیت بالا که ضمن حقوق بشر می‌باشد، عمل می‌کند.